# Малая Сопка
Малая Сопка — посёлок в Октябрьском районе Ростовской области.
Входит в состав Коммунарского сельского поселения.

## География

### Улицы
- ул. Заречная,
- ул. Молодёжная,
- ул. Садовая,
- ул. Центральная.

## История
В 1987 году указом ПВС РСФСР поселку участка № 3 совхоза № 10 присвоено наименование Малая Сопка.

## Население
| 2010 |
| ---- |
| 106  |